# Jaskinie Polski
Jaskinie Polski powstawały głównie w wyniku procesów krasowych, tak więc ich rozmieszczenie w przeważającej mierze odpowiada występowaniu skał krasowiejących. Większość znanych dziś jaskiń znajduje się w południowej części kraju (Tatry, Pieniński Pas Skałkowy, Sudety, Wyżyna Krakowsko-Częstochowska, Góry Świętokrzyskie, Niecka Nidziańska, Roztocze, Karpaty fliszowe). 

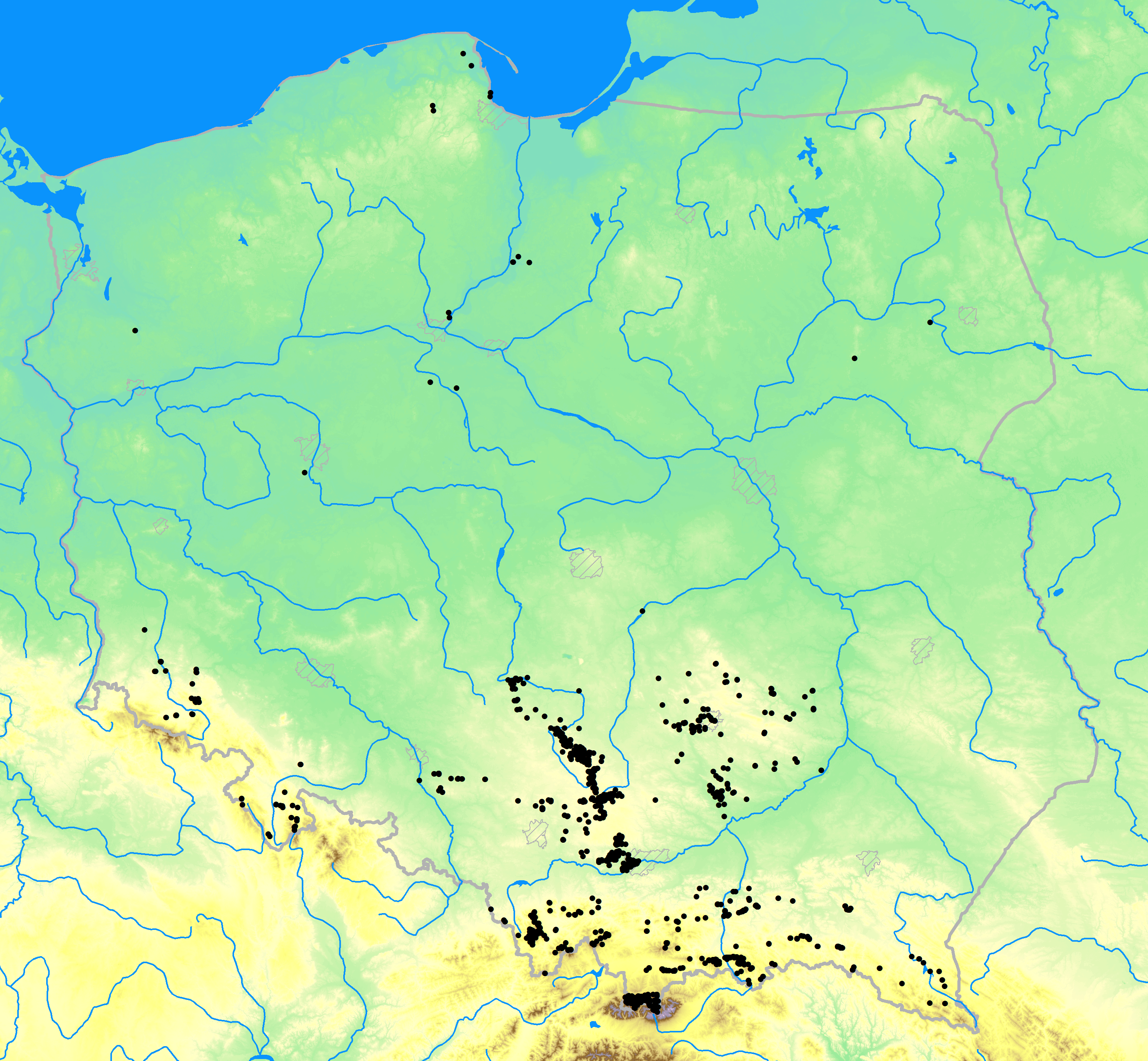
Jaskinie w Polsce (zaznaczone kropkami)

Ponad 20% ogólnej liczby jaskiń w Polsce stanowią jaskinie niekrasowe, w tym głównie te, występujące we fliszu karpackim.

## Obszary występowania jaskiń w Polsce

### Tatry
Znajdują się tu 862 jaskinie o łącznej długości przekraczającej 135 km, w tym największe i najgłębsze w Polsce.

### Pieniński Pas Skałkowy
Znajduje się tu 46 zinwentaryzowanych jaskiń, w tym 24 w Pienińskim Parku Narodowym. Najdłuższe z nich to: Jaskinia w Ociemnem (dł. 206 m, den. 48 m), Jaskinia Pienińska (dł. 101 m, den. 18 m) i Jaskinia nad Polaną Sosnówką (dł. 94 m, den.16 m).

### Sudety
Znajdują się tu 94 jaskinie, z których najdłuższe to: Jaskinia Niedźwiedzia w Masywie Śnieżnika (długość 4500 m, deniwelacja 118 m), Jaskinia z Filarami (dł. 727 m), Jaskinia Gwiaździsta (dł. 562 m, den. 65 m, zniszczona w 1994 roku) i Szczelina Wojcieszowska (dł. 440 m, den. 112,6 m). Wiele z sudeckich jaskiń zostało zniszczonych w wyniku eksploatacji surowca skalnego. 

### Wyżyna Krakowsko-Częstochowska
Znajduje się tu ponad 1580 zinwentaryzowanych jaskiń, w tym 156 o długości przekraczającej 40 m. Najdłuższe z nich to: Jaskinia Wierna (długość 1027 m, deniwelacja 30 m), Jaskinia Wierzchowska Górna (dł. 975 m, den. 25 m) i Jaskinia Szachownica I (dł. 690 m, den. 12,6 m).

### Góry Świętokrzyskie
Znajdują się tu 154 jaskinie, z których najdłuższe to: Chelosiowa Jama – Jaskinia Jaworznicka (dł. 3670 m, den. 61 m), Jaskinia Pajęcza (dł. 1183 m, den. 17,5 m) i Jaskinia Odkrywców (dł. 392 m, den. 16,5 m). W Górach Świętokrzyskich znajduje się też Jaskinia Raj (dł. 240 m, den. 9,5 m) – o bogatej szacie naciekowej, udostępniona do zwiedzania.

### Niecka Nidziańska
Znajduje się tu 106 zinwentaryzowanych jaskiń. To głównie obszar krasu gipsowego. Największymi jaskiniami są: Jaskinia Skorocicka (dł. 352 m, den. 5 m), Jaskinia w Wiśniówkach (dł. 342 m, den. 1,6 m), Jaskinia w Marzęcinie (dł. 250 m, gł. 10 m), Jaskinia Sawickiego (dł. 173 m, den. 3 m) i Jaskinia w Aleksandrowie (dł. 163 m, den. 4 m).

### Karpaty fliszowe
Znajduje się tu 1315 zinwentaryzowanych jaskiń. Są to jaskinie, których geneza związana jest przede wszystkim z ruchami masowymi: osuwiskami, obrywami, działalnością erozyjną. Najwięcej jaskiń zlokalizowano w Beskidzie Śląskim, Beskidzie Niskim i Beskidzie Sądeckim. Najdłuższe jaskinie w Karpatach fliszowych to: Jaskinia Wiślańska (dł. 2275 m, den. 41 m), Jaskinia Miecharska (dł. 1838 m, gł. 54,5 m) oraz Jaskinia w Trzech Kopcach (dł. 1244 m, den. 32,6 m).

### Roztocze
Znajduje się tu 14 niewielkich jaskiń, najdłuższą jest Jaskinia Diabelska (dł. 21 m, den. 3 m).

### Niż Polski
Znajdują się tu 22 jaskinie. Najdłuższe są, w większości powstałe sztucznie, na skutek działalności człowieka, Groty w Nagórzycach (dł. 617 m, den. 0 m).

## 15 najdłuższych jaskiń w Polsce
Większość podanych niżej jaskiń położonych jest w Tatrach.
| Lp | Nazwa                                | Długość m | Deniwelacja m | Przybliżone położenie otworów        |
| -- | ------------------------------------ | --------- | ------------- | ------------------------------------ |
| 1  | Jaskinia Wielka Śnieżna              | 23753     | 824           | Tatry Zachodnie, Małołączniak        |
| 2  | Śnieżna Studnia                      | 13650     | 805           | Tatry Zachodnie, Małołączniak        |
| 3  | Jaskinia Wysoka – Za Siedmiu Progami | 11700     | 435           | Tatry Zachodnie, Wąwóz Kraków        |
| 4  | Jaskinia Miętusia                    | 10780     | 305           | Tatry Zachodnie, Dolina Miętusia     |
| 5  | Bańdzioch Kominiarski                | 10010     | 562           | Tatry Zachodnie, Kominiarski Wierch  |
| 6  | Jaskinia Czarna                      | 7247      | 304           | Tatry Zachodnie, Organy              |
| 7  | Ptasia Studnia                       | 6283      | 352           | Tatry Zachodnie, Dolina Miętusia     |
| 8  | Jaskinia Zimna                       | 5420      | 176           | Tatry Zachodnie, Dolina Kościeliska  |
| 9  | Jaskinia Niedźwiedzia                | 4500      | 118           | Masyw Śnieżnika, Stroma              |
| 10 | Jaskinia Mała w Mułowej              | 3863      | 555           | Tatry Zachodnie, Dolina Mułowa       |
| 11 | Chelosiowa Jama-Jaworznicka          | 3670      | 61            | Góry Świętokrzyskie, Jaworznia       |
| 12 | Jaskinia Kozia                       | 3470      | 389           | Tatry Zachodnie, Dolina Miętusia     |
| 13 | Jaskinia Kasprowa Niżnia             | 3100      | 47            | Tatry Zachodnie, Dolina Kasprowa     |
| 14 | Jaskinie Pawlikowskiego              | 2409      | 76            | Tatry Zachodnie, Dolina Kościeliska  |
| 15 | Szczelina Chochołowska               | 2320      | 60            | Tatry Zachodnie, Dolina Chochołowska |

## 15 jaskiń o największej deniwelacji w Polsce
Wszystkie wymienione niżej jaskinie są położone w Tatrach.
| Lp | Nazwa                                | Deniwelacja | Długość | Przybliżone położenie otworów       |
| -- | ------------------------------------ | ----------- | ------- | ----------------------------------- |
| 1  | Jaskinia Wielka Śnieżna              | 824         | 23753   | Tatry Zachodnie, Małołączniak       |
| 2  | Śnieżna Studnia                      | 805         | 13650   | Tatry Zachodnie, Małołączniak       |
| 3  | Bańdzioch Kominiarski                | 562         | 10010   | Tatry Zachodnie, Kominiarski Wierch |
| 4  | Jaskinia Mała w Mułowej              | 555         | 3863    | Tatry Zachodnie, Dolina Mułowa      |
| 5  | Jaskinia Wysoka – Za Siedmiu Progami | 435         | 11700   | Tatry Zachodnie, Wąwóz Kraków       |
| 6  | Jaskinia Kozia                       | 389         | 3470    | Tatry Zachodnie, Dolina Miętusia    |
| 7  | Ptasia Studnia                       | 352         | 6283    | Tatry Zachodnie, Dolina Miętusia    |
| 8  | Jaskinia Miętusia                    | 305         | 10780   | Tatry Zachodnie, Dolina Miętusia    |
| 9  | Jaskinia Czarna                      | 304         | 7247    | Tatry Zachodnie, Organy             |
| 10 | Siwy Kocioł                          | 295         | 1318    | Tatry Zachodnie, Małołączniak       |
| 11 | Studnia w Kazalnicy Miętusiej        | 241         | 1000    | Tatry Zachodnie, Dolina Miętusia    |
| 12 | Jaskinia Zimna                       | 176         | 5420    | Tatry Zachodnie, Dolina Kościeliska |
| 13 | Jaskinia pod Wantą                   | 172         | 520     | Tatry Zachodnie, Dolina Miętusia    |
| 14 | Jaskinia Małołącka                   | 166         | 258     | Tatry Zachodnie, Dolina Małej Łąki  |
| 15 | Zośka – Zagonna Studnia              | 163         | 700     | Tatry Zachodnie, Dolina Małej Łąki  |